# خورخه گابریل واسکز
خورخه گابریل واسکز (انگلیسی: Jorge Gabriel Vázquez؛ زادهٔ ۲۲ نوامبر ۱۹۶۹) بازیکن فوتبال اهل آرژانتین است.
از باشگاه‌هایی که در آن بازی کرده‌است می‌توان به باشگاه فوتبال ریور پلاته و باشگاه فوتبال ولز سارسفیلد اشاره کرد.